# Dublin Area Rapid Transit

Mapa de l'àrea de Dublín amb les línies existents de DART i Luas (2023) i les línies proposades de DART+ i MetroLink

Dublin Area Rapid Transit (DART) és la línia de ferrocarril que recorre la costa de Dublín, de Malahide i Howth sud fins Greystones, Co Wicklow. El sistema DART és administrat per l'operador ferroviari nacional, Iarnrod Éireann (Irish Rail). És l'únic sistema de tren electric del país, es va inaugurar el 1986 com el successor del sistema de trens dièsel que va quedar antiquada. Les noves inversions s'estan realitzant en el marc del Pla Nacional de Desenvolupament (PND) d'Irlanda, amb la compra g-de nous vagons, així com noves plantes i noves plataformes.

## Història
El servei DART inicial anava des de Howth, nord-est de Dublín, a través de les estacions del centre de la ciutat de Connolly, Tara Street, i Pearse, i al sud de Bray, al comtat de Wicklow. Aquesta segueix sent la ruta d'uns quinze anys, fins que l'extensió per una parada més al sud de la ciutat de Greystones, i al nord de Howth i Donaghmede per dues parades més al llarg de Belfast, línia principal de Portmarnock i Malahide.
A través del sud de Dublín, de l'estació de Pearse a Dun Laoghaire, el DART s'executa sobre la línia de ferrocarril més antiga d'Irlanda, que data de 1834. Per a la major part del seu recorregut al sud del centre de la ciutat, a prop de la costa, i les vistes panoràmiques a la badia de Dublín, fan que sigui una de les atraccións turistiques més famoses d'Irlanda.
Abans del començament del servei DART electrificada el 1984, la línia va ser operat prèviament per CIE 2600 Classe automotors dièsel que daten de la dècada de 1950, que havien estat convertits a principis de 1970 per push - pull operació amb un CIE 201 Classe locomotora dièsel en un extrem del tren i un carro de remolc de conducció en l'altre. El servei era notòriament incòmode, poc fiable, sovint superpoblat i en la urgent necessitat de millora. A finals de 1960, els 2.600 vagons dièsel classe estaven en mal estat, amb recanvis convertint cada vegada més difícil d'obtenir. La conversió de l'operació per push - pull era una conveniència temporal fins que un reemplaçament adequat (és a dir, el servei de DART) podria ser introduït.
A principis de la dècada de 1980, en preparació per a l'electrificació, es van afegir dues noves estacions. Sandymount estació a l'Avinguda Sandymount va ser inaugurada al lloc on una estació havia estat abans, i Salthill va ser construït prop del lloc de l'estació terminal de ferrocarril de Kingstown original, entre Seapoint i Dun Laoghaire. En el moment de l'obra d'electrificació 1981-1982, l'antic ramal a Dun Laoghaire moll utilitzat pels passatgers de ferri va ser desconnectada, ja que la pista principal s'ha reduït per tal d'adaptar-se als cables d'alta tensió sota ponts de la carretera a Dun Laoghaire, uns deu anys més tard, un nou terminal de ferri de passatgers va ser construït immediatament adjacent a l'estació de Dun Laoghaire. El seu dia de més afluència va ser el 4 de juliol de 1996, quan 250.000 persones van anar a Dun Laoghaire a visitar el portaavions dels EUA, USS John F Kennedy.